# Георги Попов (Ресава)
Вижте пояснителната страница за други личности с името Георги Попов.
Георги Димитров Попов - Ресавецот е български революционер, велешки войвода на Вътрешната македоно-одринска революционна организация.

## Биография
Роден е през април 1870 година в тиквешкото село Ресава, тогава в Османската империя, в заможното семейство на Димко и Мария Попови. Завършва основно образование в родното си село и работи като шивач. През 1899 година напада беговата къща, след което минава в нелегалност и се прехвърля в София. Присъединява се към ВМОРО и Гоце Делчев го изпраща обратно в Македония с чета, която дава сражение на турски аскер при Уланци край Вардар. Според Петре Камчевски той загива в сражение през април 1902 година.
Според останалите извори става четник при Андон Кьосето. По време на Илинденско-Преображенското въстание през лятото на 1903 година е четник на Гьорче Петров, с когото действа в Прилепско. Отделя се с 38 четници и отива във Велешко, където действа до края на въстанието. През 1904 година заедно с войводата Илия Тетовчето се опитват да разпрострят организационната мрежа в сърбоманската област Азот. В края на 1904 година четата е предадена и в завързалото се сражение загиват двамата войводи и някои от четниците.